# Amazona viridigenalis
El loro tamaulipeco, cotorra coronirroja o loro de corona roja (Amazona viridigenalis) es una especie de ave psitaciforme de la familia de los psitácidos que habita en México y es residente en su rango natural, el cual corresponde al este de Nuevo León, sur de Tamaulipas (de ahí su nombre común), este de San Luis Potosí y noreste de Veracruz; también pequeñas porciones del este de Querétaro, noreste de Hidalgo y norte de Puebla. La plataforma Naturalista cuenta con registros para los estados de Coahuila, Nuevo León, Tamaulipas, San Luis Potosí, Jalisco, Guanajuato, Hidalgo y Veracruz. Existen poblaciones ferales en áreas urbanas debido a su uso como mascota.
Su hábitat típico en el noreste de México es el bosque tropical subcaducifolio. También utiliza el matorral tamaulipeco dominado por leguminosas (leñosas y espinosas) especialmente en barrancos y áreas riparias, y bosques de Liquidambar styraciflua; asimismo, el bosque semicaduco, bosque de pino-encino y terrenos abiertos con árboles esparcidos. En áreas urbanas (especie feral) prefiere árboles grandes para alimento y sitios de anidación. Su hábitat es de clima cálido y ocurre desde el nivel del mar hasta 1,200 m de altitud. En grave peligro de extinción, en libertad sólo quedan entre uno y dos millares de ejemplares. En México, la NOM-059-SEMARNAT-2010 considera a esta ave terrestre En Peligro de Extinción; la UICN 2019-1 la considera En Peligro. Las principales amenazas que enfrenta la especie son el tráfico de mascotas y la destrucción de hábitat.

## Distribución
Se trata de una especie de loro endémica de México, al noreste del país, en áreas semiabiertas, con escasos árboles o bosques de pino.

## Descripción

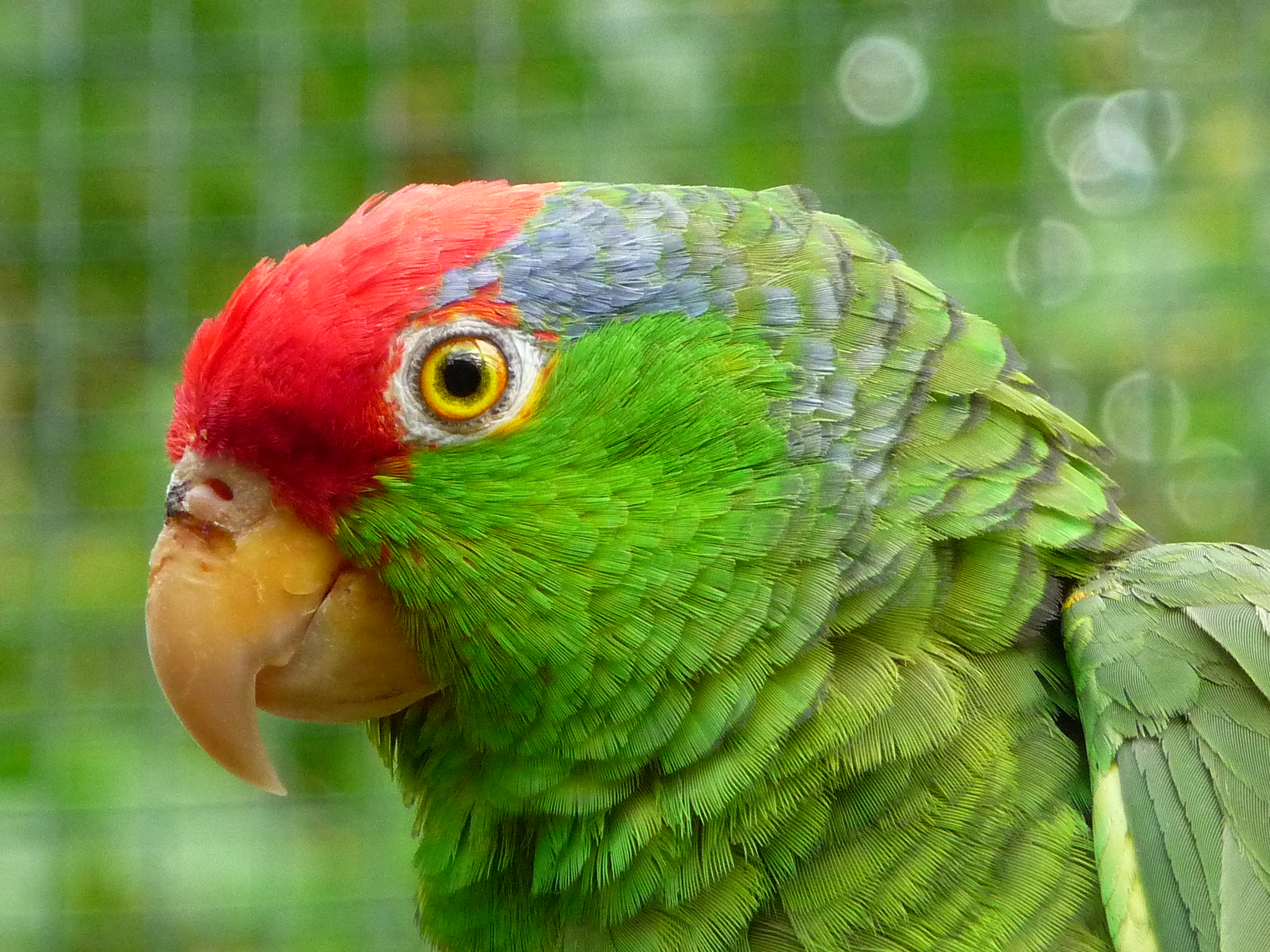
Cabeza de un loro tamaulipeco.

Es un loro robusto de tamaño mediano, que mide en promedio 33 cm, y pesa 31 g. Su plumaje es principalmente verde brillante, con una corona roja (de ahí su nombre de loro de corona roja) rodeada de azul violeta, el pico es de color amarillo crema, con ojos amarillentos y anillo ocular gris. En esta especie es muy difícil conocer el sexo, ya que son físicamente muy similares, sin embargo, se cree que las hembras pueden tener en promedio menos rojo en la cabeza, pero esta no es una característica determinante, ya que cuando son juveniles ambos sexos tienen el rojo en la cabeza muy reducido.

## Comportamiento

### Alimentación
En cuanto a su dieta, este, como muchos otros loros, se alimenta de semillas y frutas, sin embargo, se ha registrado la presencia de insectos en la dieta de los polluelos. Algunos de los alimentos de esta especie son semillas de pino, maíz o bayas.

### Reproducción

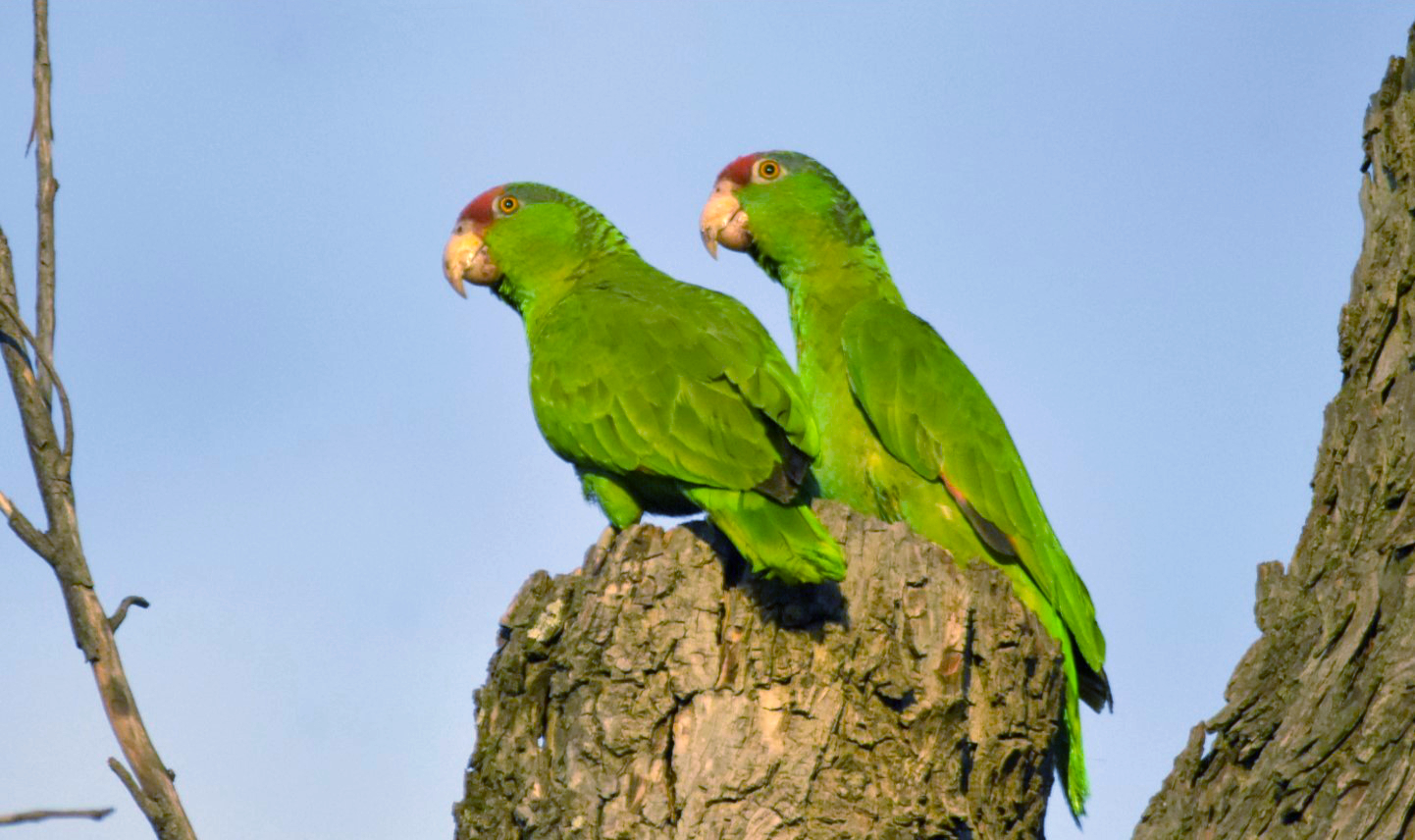
Pareja en Saltillo.

La temporada reproductiva de esta ave se da entre marzo a mayo. El cortejo del macho consiste en darle comida a la hembra, y si ésta la acepta, proceden a formar una pareja. El nido es un hueco natural en los árboles, en donde la hembra pone de 3 a 4 huevos, y es la única que se encarga de la incubación, la cual dura 28 días.

## Introducción en Estados Unidos
Aunque este es un loro mexicano, existen algunas poblaciones de esta ave que se han establecido en otros lugares, como el sur de California, Texas y Florida, debido a que se tiene como mascota o que fueron liberados intencionalmente. 
La adaptación de este loro ha sido tan exitosa en esos lugares que incluso está creciendo, y podría superar en número a la población que habita en México.

## Amenazas y conservación
Lamentablemente, el loro tamaulipeco está catalogado como especie en peligro de extinción. Se estima que en libertad la población total es entre 3.000 a 6.500 ejemplares, siendo las principales amenazas para esta especie el comercio ilegal como mascota y la destrucción de su hábitat, por lo que este loro está disminuyendo muy rápidamente.